# Научно прстеновање птица
Научно прстеновање птица метода је истраживања која се темељи на индивидуалном обележавању дивљих птица. Све птице се након поступка прстеновања одмах неозлеђене пуштају на слободу на месту где су уловљене. Свако опажање тако прстеноване птице (које се назива "налаз"), било преко њеног опажања из даљине, поновног ловљења и пуштања, било проналажењем мртве птице, говори о њеном животу, посебно о путевима њеног кретања.
Брижљивим евидентирањем места на којима су прстеноване птице виђене или уловљене могуће је пратити њихове селидбене путеве и одредити подручја гнежђења и зимовања. Иако је прстеновање птица, које је давне 1889. у Данској започео Х. К. К. Мортенсен, организовано првенствено с намером праћења њиховог кретања и селидбених путева, данас се располаже много већом количином података. Из налаза се добијају подаци о смртности и животном веку, полу, времену и начину митарења, биометријски подаци, подаци о стаништима у којима се птице задржавају - параметри на темељу којих се могу разликовати поједине популације, препознати узроци промена у величинама популација, планирати заштита птица и др.

## Организација прстеновања
Прстеновање у свакој земљи организују прстеновачке централе које су уједињене у европски прстеновачки савез - ЕУРИНГ (енгл. European Union for Bird Ringing), а у другим деловима света у регионалне савезе по континентима. Прва прстеновачка централа основана је 1903. у Немачкој. Прва птица на Балкану, прстенована је 1908. године на територији данашње Србије, у Обедској бари док је прва прстеновачка централа на територији бивше Југославије основана само две године касније, 1910. у Загребу, као шеста прстеновачка централа у Европи.
Прстеновачки центри – један акредитован у свакој држави – су смештени у националним природњачким институцијама, заводима за орнитологију, музејско-едукативним установама, или другим организацијама за заштиту и проучавање птица.
Пошто су у свим земљама Европе птице које се прстенују заштићене законом и забрањено је њихово хватање и узнемиравање, прстеновање подлеже закону. У Српском праву дозвола за прстеновање (Дозвола за истраживање строго заштићених и заштићених дивљих врста птица и слепих мишева у научноистраживачке сврхе) издаје се у складу са одредбама Закона о заштити природе (члан 78.), Закона о министарствима (члан 5а), Закона о државној управи (члан 23. став 2.) и Закона о општем управном поступку (члан 136. став 1.) Републике Србије.
Прстеновање се претежно темељи на раду волонтера прстеновача који из хобија и љубави према птицама проводе прстеновање, али сваки сарадник претходно треба да прође специјални курс и положи испит. У Европи више од 10.000 прстеновача, већином волонтера, годишње прстенује готово 4 милиона птица различитих врста од којих се око 90.000 поновно нађе. Велики број података који су на тај начин прикупљени јединствен је случај за било коју скупину животиња на свету.

## Начин прстеновања птица
Птице се најчешћe лове вертикалним орнитолошким мрежама. Из тих мрежа прстеновачи ваде птице на такав начин да при том оне остају неозлеђене. Прстенују се алуминијским или пластичним прстеновима на којима је угравиран јединствени број. Пре пуштања свакој се птици одређује врста, пол и старост, те записује маса и величина. Најбољи резултати прстеновања постижу се на организованим акцијама када се на једном месту птице прстенују кроз дуже време. То се углавном одвија у специјализованим прстеновачким центрима, какав од 1910. године постоји на Хелголанду, а у Србији најпознатији је еколошки камп на Лудашком језеру, који се непрекидно организује од 1986. године.

## Налази прстенованих птица
О налазу прстеном обележене птице сазнаје се од прстеновача или посматрача птица који опазе птицу с прстеном и пренесу податке с прстена најближој прстеновачкој централи. Прстеновачке централе међусобно размењују податке о налазима. Из такве размене дознају се подаци о птици прикупљени на месту прстеновања, али и на месту налаза, као и податак о кретању нађене птице.
Из већег броја таквих података изводе се закључци о селидбеним путевима, о параметрима популације и др. Подаци о налазима прстеновачке централе публикују се у стручним часописима и брошурама, као и извештаји о прстеновању.
Ако се нађе прстенована птица, Центру за маркирање животиња јављају се следећи подаци:
- врста нађене птице
- име установе на прстену
- број (и код) прстена
- пол и старост нађене птице
- начин налаза (је ли птица пуштена с прстеном или без њега, је ли задржана у заточеништву, је ли нађена мртва, је ли мртва дуже време или је леш свеж, да ли је убијена и слично)
- друге околности налаза, на пример у случају мртве птице, уколико је познато, напоменути шта је био узрок смрти (друмски саобраћај, удар струје, предатор итд.).
- место налаза (име најближег града или насеља, ако је могуће коориднате)
- датум налаза (када је птица пронађена/виђена)
- налазач (име и презиме, адреса, телефон, e-маил, остало).

При чему су најважнији подаци број прстена и име центра на прстену, врста птице, место и датум налаза, без којих налаз мало вреди.
Сви налазачи се повратним дописом извештавају о познатим подацима о нађеној птици (где и када је прстенована, колико је стара, је ли у међувремену нађена још негде и др.). Прстенови центра за маркирање животиња из Србије обично имају код који се састоји од комбинације слова и серијског броја, а име установе је на енглеском језику, скраћено "NHMUSEUM BELGRADE".
Уколико се пронађе прстенована птица или очита колор маркер са ноге или крила птице податке налазачи најбрже могу јавити преко електронске поште службених представника ЕУРИНГ-а. За Србију то је Природњачки музеј у Београду а у Републици Српској и БиХ Орнитолошко друштво “Наше птице” из Сарајева. У региону птице се прстенују и у Црној Гори, овде ту активност спроводи Центар за заштиту птица (CZIP) из Подгорице.

## Прстеновачи
Да би неко постао прстеновач, пре свега мора знати да разликује врсте птица. Осим тога кандидати за прстеноваче морају знати да поступају с птицама тако да их не озледе приликом прстеновања, а морају да познају и Закон о заштити природе.
Сваки кандидат своја знања доказује на испиту за прстеновача који се у Центру за маркирање животиња при Природњачком музеју у Београду организује пред комисијом у којој су орнитолог, искусни прстеновач и представник државне управе (сарадник музеја у име надлежног министарства). Прстеновање, као и рад прстеновача на основу закона дефинише надлежно министарство, које сваке године валоризује и издаје дозволу за рад кандидата.
Основно знање и искуство у познавању врста птица, као и поступању с птицама приликом прстеновања може се стећи на некој од организованих акција прстеновања или од неког искусног прстеновача, током сарадње путем личног контакта.

## Галерија
- Колор прстенови, намењени специфично модровранама (Coracias garrulus)
- Бело-црна боја је у добром контрасту и лако се очитава са ногу галебова
- Разлика између стандардног голубарског и орнитолошког прстена
- Прстење од нерђајућег метала – серија 3X (за модровране, мање соколове и сове итд.)
- Метални прстени серије 4Y (за чапље, пловуше, коке итд.)
- Алуминијумски прстен са ознаком Београдског музеја